# Chiara Valentini
Pour les articles homonymes, voir Valentini.
Chiara Valentini, née le 16 juillet 1941, est une journaliste et essayiste italienne.

## Biographie
Fille de Pietro Ingrao, Chiara Valentini a été responsable des services culturels de l'hebdomadaire Panorama, puis a été envoyé spécial de l'hebdomadaire l'Espresso. 
Elle a écrit plusieurs livres dont une biographie de Enrico Berlinguer. 
Avec une autre journaliste, elle a également écrit un ouvrage de référence sur les violences exercées sur les femmes durant la guerre de Bosnie.